# Juan Bautista Abelos
Juan Bautista Abelos, orientalista, nacido el 15 de enero de 1836, en Goyck, Bélgica; murió el 25 de febrero de 1906.

## Biografía
Fue educado en el seminario de Malinas, entre 1849 y 1860. Después de su ordenación sacerdotal (el 22 de septiembre de 1860), estudió en Lovaina y Roma, especializándose, sobre todo, en lengua y literatura sirias. Recibió el título de Doctor en Teología por la Universidad de Lovaina, el 15 de julio de 1867, pasó el invierno siguiente en Londres y, a su retorno a Bélgica, fue nombrado profesor de Santas Escrituras en el seminario de Malinas.
Su precaria salud le obligó a abandonar la enseñanza, dedicándose a sus labores como pastor en Duffel a partir de 1876. En 1883 fue nombrado vicario general, bajo el Cardenal Dechamps, y se mantuvo en dicho puesto hasta el 10 de febrero de 1887, cuando fue designado rector de la Universidad de Lovaina. Durante su administración, la Universidad creció rápidamente en equipo y organización.
Abelos, aun en medio de sus deberes oficiales, fue siempre un estudioso y hombre de altos ideales cuya palabra y ejemplo estimuló a hombres más jóvenes para un trabajo serio. Modesto y sencillo, comprendió, sin embargo, la importancia de su posición como rector de una gran universidad católica, y ejerció su influencia tan eficazmente en beneficio de la Iglesia católica y del país que su retiro, en 1900, ocasionó un gran pesar en la Universidad y en el reino entero.

## Obra
Sus trabajos publicados son: 
- De vitâ et scriptis S. Jacobi Sarugensis (Lovaina, 1867),
- Gregorii Barhebraei Chronicon Ecclesiasticum (París y Lovaina, 1872-77),
- el Acta Santi Maris (Bruselas y Leipzig, 1885),
- el Acta Mar Kardaghi Martyris (Bruselas, 1900).